# クールー (フランス領ギアナ)
クールー（仏: Kourou）は、南アメリカフランス領ギアナの北部に位置するコミューンで、ギアナ宇宙センターがある事で有名。首都カイエンヌからは約50kmのところに位置する。

## 概要

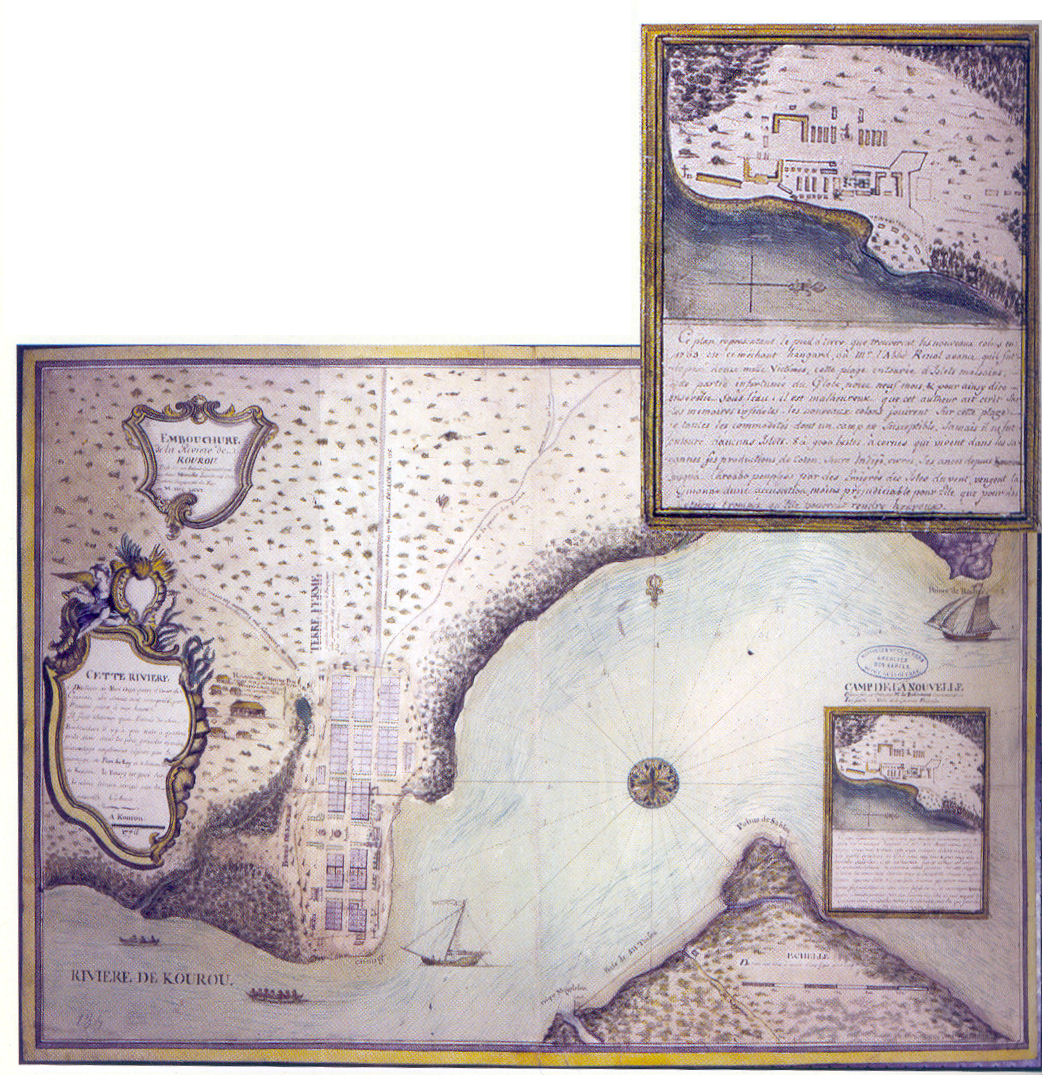
1776年に描かれた、クールー川河口の定住地地図

ギュイヤンヌ内でのクールーの位置

クールー川河口に位置する。域内には小さな湖が点在する。熱帯雨林があるが、乾燥したサバンナもある。
18世紀には、カイエンヌからやってきたイエズス会宣教師たちが先住民カリナ族布教のため定住地をつくったが、1762年にイエズス会がフランスで追放されたことにより、共同体は崩壊した。探検家がやってきた時には修道士たちが暮らす小さな家があるのみだった。
1854年から1944年にかけてはフランスの海外流刑地として多くの政治犯・凶悪犯が送られた。しかし囚人達は熱帯雨林気候で湿度が90%に達する厳しい環境の中、生き残ることが出来なかった。19世紀には、黄金郷エル・ドラードがここであると信望したフランス人15,000人が来航し街を建設したが、2年も経たない内に疫病の蔓延と、飢饉による食糧不足の影響で全員が死亡してしまった。その後は少数の先住民がひっそりと暮らすようになった。20世紀中頃には人口約800人足らずで特に何もない小さな町だったが、フランスがこの小さな町をアリアン・ロケット発射地として選び、1967年にギアナ宇宙センターを設立して以来、クールーの人口は1万5000人以上に増え、現在では宇宙関連の産業で栄える町となっている。
ロケット基地の警備のためにフランス外人部隊の第3外人歩兵連隊が駐留している。